# Holovousy
Holovousy (deutsch Holofaus, früher auch Holowaus) ist eine Gemeinde in Tschechien. Sie liegt zehn Kilometer östlich von Kralovice und gehört zum Okres Plzeň-sever.

## Geographie

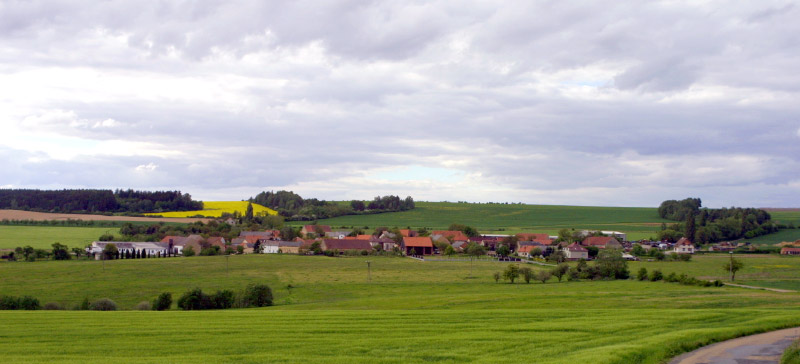
Ortsansicht von Südosten

Holovousy befindet sich auf einer Hochebene im Kralowitzer Hügelland (Kralovická pahorkatina). Nordöstlich erstreckt sich das Landschaftsschutzgebiet Křivoklátsko, südlich an der Berounka der Naturpark Hřešihlavská. Gegen Südwesten liegt die Burgruine Krašov. Nordöstlich erhebt sich der Úvoz (438 m), im Süden der Na Chocholouši (397 m), südwestlich die Květinky (410 m), im Westen der Borek (400 m) und nordwestlich der V Hlínách (458 m). Durch Holovousy führt die Staatsstraße II/201 zwischen Kralovice und Roztoky.
Nachbarorte sind Břežany, Březsko, Uhrovic Mlýn, Milíčov und Machův Mlýn im Norden, Slatina, Lhota und V Háji im Nordosten, Chříč, Dubensko, Dubjanský Dvůr, Pod Dubjany und Kalinova Ves im Osten, Zvíkovec, Studená, Dolany und Ptyč im Südosten, Hlince, Třímanský Přívoz und Třímany im Süden, Podkrašovský Mlýn, Krašov, Bohy, Rohy, Baborův Mlýn, Brodský Mlýn und Brodeslavy im Südwesten, Všehrdy und Dřevec im Westen sowie Černíkovice, Kožlany, Hedčany, Cukrovic Mlýn und Hedecko im Nordwesten.

## Geschichte
Holovousy gehörte zu Beginn des 15. Jahrhunderts den Herren von Hlohovice. Im Jahre 1447 veräußerte Ulrich von Hlohovices Tochter Margarethe ihr Gut Holovousy mit Studená an Dobeš von Modřejovice und Bohuslav von Chlum. Holovousy bestand zu dieser Zeit aus 15 Anwesen. Die erste urkundliche Erwähnung erfolgte zwei Jahre später, als der Kauf landtäflig beurkundet wurde. Nach dem Tode des Bohuslav von Chlum fiel dessen Anteil von Holovousy einschließlich Studená an die Herren Kolowrat-Krakowsky. Nach dem Tode von Heinrich Albert Kolowrat-Krakowsky teilten dessen Söhne 1530 das Erbe auf. 1548 erwarb Johann d. Ä. Popel von Lobkowicz auf Zbiroh Holovousy. Dessen Sohn Johann d. J. verkaufte die Güter Studená und Dubjany sowie den Hof in Holovousy an Sebastian und Ulrich Lažanský von Buggau auf Chříč. Bei der Besitzteilung zwischen den beiden Brüdern fiel Holovousy im Jahre 1567 Ulrich Lažanský von Buggau zu. Nach Ulrichs Tod wurden die Güter Dubjany und Chříč 1573 wieder vereinigt. Sebastian Lažanský von Buggau verkaufte beide Güter 1585 wegen Überschuldung an Johann Teyrzowsky von Ensiedl (Jan Týřovský z Enzidle) auf Hřebečníky und Skryje.
Dessen Sohn, der Rakonitzer Kreishauptmann Heinrich Jakob Teyrzowsky von Ensiedl, vererbte 1618 die Güter Křič, Kožlan, Břesko und Dubian seinem Sohn Johann. Dieser verkaufte die Güter 1621 an Bohuslaw Georg Kolowrat-Krakowsky auf Schippen und Schösselhof. Im Jahre 1645 gehörten sämtliche Güter Hermann Warlich von Bubna. Während des Dreißigjährigen Krieges wurde die Gegend im Jahre 1640 durch den kaiserlichen General Wenzel Zahrádecký von Zahrádka verwüstet; die Dörfer Dubian und Dolan erloschen gänzlich. Im Jahre 1651 lebten in Holovousy wieder vier Familien mit 17 Personen. In der berní rula von 1654 sind für Holovousy vier bewirtschaftete Bauerngüter aufgeführt, der Rest des Dorfes lag noch immer wüst.

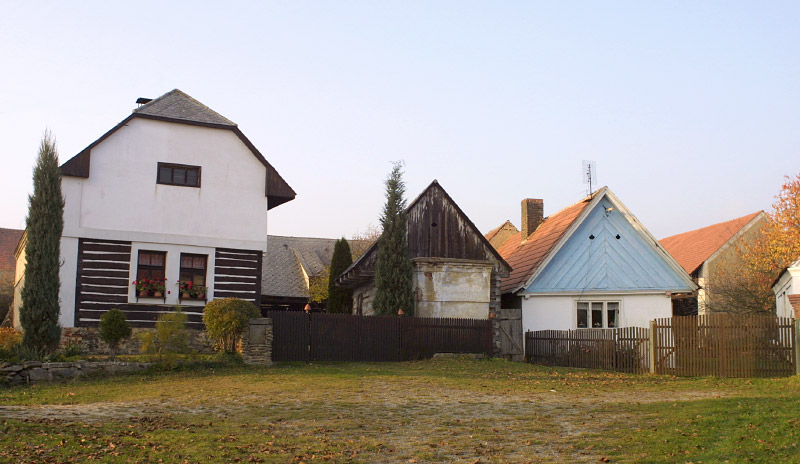
Chaluppen

Nachfolgende Besitzer waren ab 1650 Adam Heinrich Teyrzowsky von Ensiedl, ab 1665 der Rakonitzer Kreishauptmann Adalbert Ignaz Teyrzowsky von Ensiedl und ab 1695 dessen Sohn Wilhelm Freiherr Teyrzowsky von Ensiedl. Im Jahre 1713 veräußerten die Brüder Teyrzowsky von Ensiedl die Herrschaft Křič für 211.000 Gulden an Wenzel Josef Lažanský von Bukowa auf Manětín. Zu dieser Zeit bestand das Dorf aus zehn Bauernhöfen und sechs Chalupnern, es hatte insgesamt 88 Bewohner. 1715 erbten Wenzel Josefs Witwe Marie Gabriele und seine Söhne Maximilian Wenzel und Karl Josef Lažanský den Besitz. Die Herrschaft Křič blieb im Besitz der Witwe, diese starb 1758 als Oberin des Reichsstiftes adeliger Fräulein in der Neustadt Prag und hinterließ eine Hälfte der verschuldeten Herrschaft dem Stift. Die andere Hälfte wurde auf Antrag ihrer Gläubiger subhastiert; da sich dafür jedoch kein Interessent fand, fiel sie den Lažanskýschen Erben zu, die sie 1764 dem Fräuleinstift, das später den Namen k.k. freiweltadeliges Damenstift zu den heiligen Engeln in der Altstadt Prag erhielt, verkauften. Im Jahre 1785 wurde die zur Pfarre Kožlan gehörige Lokalie Dolan aufgehoben und stattdessen die frühere Schlosskapelle in Křič mit einem Lokalisten besetzt. Während der Josephinischen Reformen wurde die Herrschaft im Jahre 1787 an das Prager Theresianum angeschlossen, 1791 ging sie an das Damenstift zurück.
Im Jahre 1843 bestand Holofaus aus 34 Häusern mit 248 Einwohnern. Im Ort gab es einen Gemeinde-Schüttboden. Pfarrort war Křič. Bis zur Mitte des 19. Jahrhunderts blieb Holofaus der Herrschaft Křič untertänig.
Nach der Aufhebung der Patrimonialherrschaften bildete Holovousy / Holofaus ab 1850 eine Gemeinde im Gerichtsbezirk Kralowitz. 1868 wurde Holovousy dem Bezirk Kralowitz zugeordnet und 1870 nach Hlince eingemeindet. Im Jahre 1887 löste sich Holovousy von Hlince los und bildete eine eigene Gemeinde. Im Jahre 1906 verkaufte das Freiweltadelige Damenstift zu den heiligen Engeln die Grundherrschaft Chříč Stephan von Götzendorf-Grabowski, der sie 1910 an Gustav Fischer veräußerte. Im Jahre darauf erwarb Karel Černohorský die Güter. Anschließend wechselten die Besitzer in rascher Folge. 1949 wurde das Dorf in den neugebildeten Okres Plasy überwiesen. Nach der Aufhebung des Okres Plasy wurde Holovousy 1960 dem Okres Plzeň-sever zugeordnet. 1961 erfolgte die Eingemeindung nach Chříč. Am 24. November 1990 löste sich Holovousy wieder von Chříč los und bildete eine eigene Gemeinde. Holovousy ist Mitglied der Mikroregion Kralovicko.

## Gemeindegliederung
Für die Gemeinde Holovousy sind keine Ortsteile ausgewiesen.

## Sehenswürdigkeiten

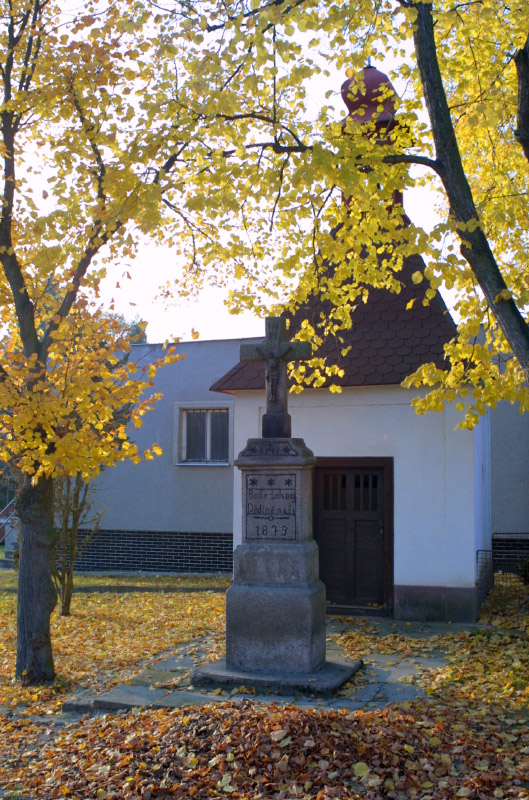
Kapelle und Kreuz auf dem Dorfplatz

- Kapelle auf dem Dorfplatz, der quadratische Bau mit Dachreiter entstand im 19. Jahrhundert, die Glocke hing bis 1878 in der Kirche des hl. Johannes von Nepomuk in Chříč
- Steinernes Gedenkkreuz auf dem Dorfplatz, geschaffen 1879
- Gezimmerte Chaluppen Nr. 16, 18, 19, 28 in Volksbauweise
- Gezimmerter zweikämmeriger Gemeindespeicher beim Haus Nr. 18

## Sonstiges
Aus Holovousy stammt der Himbeerapfel aus Holowaus. Er wurde vom dortigen Baumschulbesitzer Levener gezüchtet und ab 1850 verbreitet.